# Рамсден, Мел
Мел Рамсден (англ. Mel Ramsden; 27 декабря 1944, Илкестон, Дербишир — 23 июля 2024) — британский художник-концептуалист. Член художественной группы Искусство и язык.

## Биография
Родился в 1944 году в Илкестоне. Он учился в Ноттингемском колледже искусств с 1962 по 1963 год.
Он является представителем концептуального искусства, созданного в Европе и США в конце 1960-х годов.
Одна из его работ под названием Тайные картины представляет собой чёрный квадрат со следующим текстом: «Содержание этой картины невидимо; характер и размеры содержания должны постоянно храниться в тайне, известной только художнику».
В 1971 году присоединился к художественной группе Искусство и язык.
Умер 23 июля 2024 года в Банбери в возрасте 79 лет.